# Sadhana Shivdasani
Sadhana Shivdasani, nota solo come Sadhana (Karachi, 2 settembre 1941 – Mumbai, 25 dicembre 2015), è stata un'attrice indiana, attiva dal 1958 al 1981.

## Filmografia parziale
- Abana, regia di Arjun Hingorani e Dharam Kumar (1958)
- Love in Simla, regia di R. K. Nayyar (1960)
- Parakh, regia di Bimal Roy (1960)
- Hum Dono, regia di Amarjeet (1961)
- Prem Patra, regia di Bimal Roy (1962)
- Man Mauji, regia di Krishnan-Panju (1962)
- Ek Musafir Ek Hasinaa, regia di Raj Khosla (1962)
- Asli-Naqli, regia di Hrishikesh Mukherjee (1962)
- Mere Mehboob, regia di H. S. Rawail (1963)
- Woh Kaun Thi?, regia di Raj Khosla (1964)
- Rajkumar, regia di K. Shankar (1964)
- Dulha Dulhan, regia di Ravindra Dave (1964)
- Waqt, regia di Yash Chopra (1965)
- Arzoo, regia di Ramanand Sagar (1965)
- Mera Saaya, regia di Raj Khosla (1966)
- Gaban, regia di Hrishikesh Mukherjee (1966)
- Budtameez, regia di Manmohan Desai (1966)
- Anita, regia di Raj Khosla (1967)
- Sachaai, regia di K. Shankar (1969)
- Intaquam, regia di R. K. Nayyar (1969)
- Ek Phool Do Mali, regia di Devendra Goel (1969)
- Ishq Par Zor Nahin, regia di Ramesh Saigal (1970)
- Aap Aye Bahar Ayee, regia di Mohan Kumar (1971)
- Geetaa Mera Naam (1974) - anche regista
- Chhote Sarkaar, regia di K. Shankar (1974)
- Vandana, regia di Narendra Suri (1975)
- Amaanat, regia di Shatrujit Paul (1977)

## Premi
- International Indian Film Academy Awards
  - IFA Lifetime Achievement Award (2002)